# 새아산로
새아산로(Saeasan-ro)는 충청남도 아산시 배방읍 장재리 세교교차로에서 아산시 탕정면 동산리 동산2교차로를 잇는 충청남도의 도로이다.

## 주요 경유지
충청남도
- 아산시 (배방읍 . 탕정면)

## 노선
| 이름                      | 접속 노선                           | 소재지 | 소재지 | 비고 |
| ------------------------- | ----------------------------------- | ------ | ------ | ---- |
| 탕정 교차로 (세교 교차로) | 국도 제21호선 (온천대로) 세교중앙로 | 아산시 | 배방읍 |      |
| 배방1 교차로              | 곡교천로 광장로                     | 아산시 | 배방읍 |      |
| (이름없음)                | 이순신대로                          | 아산시 | 배방읍 |      |
| 매곡3 교차로              | 선문로 254번길                      | 아산시 | 배방읍 |      |
| 호산2 교차로              | 희망로 선문로 350번길               | 아산시 | 탕정면 |      |
| 성뒤 교차로               | 탕정면로 314번길                    | 아산시 | 탕정면 |      |
| 동산2 교차로              | 삼성로                              | 아산시 | 탕정면 |      |

## 주요건물및 시설
- SK에너지 아산신도시 주유소 (새아산로 20-2/장재리 1544)